# Bârlălești
Bârlălești – wieś w Rumunii, w okręgu Vaslui, w gminie Epureni. W 2011 roku liczyła 719 mieszkańców.